# Solanum lidii
Solanum lidii är en potatisväxtart som beskrevs av Per Øgle Sunding. Solanum lidii ingår i släktet skattor som ingår i familjen potatisväxter. IUCN kategoriserar arten globalt som akut hotad. Inga underarter finns listade i Catalogue of Life.